# Oswald Müke
Oswald Müke (* 5. Januar 1935 in Böhmisch Leipa, Tschechoslowakei) ist ein deutscher Brauwissenschaftler und emeritierter Hochschullehrer.

## Leben
Müke machte 1953 sein Abitur an einer Oberschule in Querfurt. 1954/55 absolvierte er ein Praktikum in der Brauerei und Mälzerei in Schönebeck. Von 1955 bis 1958 studierte er Brauereitechnologie an der Humboldt-Universität zu Berlin (HUB) mit dem Abschluss als Diplom-Brauerei-Ingenieur. Anschließend arbeitete er als Betriebsassistent in der Grenzquellbrauerei Wernesgrün. 1959 erhielt er eine Assistentenstelle bei Hans Albert Bausch am Institut für Gärungschemie der HUB.
1963 promovierte er mit Versuche zur Verfolgung der Entwicklung der Hopfeninhaltsstoffe unter Einbeziehung von Bitterstoffabbauprodukten zur Feststellung des günstigsten Hopfenpflücktermins und er übernahm die Lehrveranstaltungen zur Rohstoffkunde der HUB.
1967 übernahm er von Walter Piratzky kommissarisch die Leitung im Institut für Gärungschemie und -technologie der HUB. 1968 habilitierte er sich mit der Arbeit Die Ausnutzung der Hopfenbitterstoffe. Neben seiner Tätigkeit an der Universität übernahm Müke auch Aufgaben als Dozent an der Fachschule für Brauer und Mälzer in Berlin-Friedrichshagen.
1969 wurde Müke zum ordentlichen Professor für Brauerei- und Mälzereitechnik der HUB berufen und er leitete diesen Lehrstuhl bis zur Fusion der brauwissenschaftlichen Studiengänge der HUB und der TU Berlin 1992; 1990 und 1991 war Müke Dekan der Fakultät für Lebensmitteltechnologie der HUB. 1991 wurde er in den Vorruhestand geschickt.